# Victoria (série télévisée)
Victoria est une série télévisée britannique dramatique créée par Daisy Goodwin et diffusée depuis le 28 août 2016 sur ITV ainsi qu'aux États-Unis depuis le 15 janvier 2017 sur PBS dans Masterpiece.
Elle met en vedette Jenna Coleman dans le rôle principal et Tom Hughes dans le rôle du prince Albert. La série a été annoncée en septembre 2015, lorsque Jenna Coleman a décidé de quitter Doctor Who afin de jouer le rôle de la reine Victoria.
- En Suisse, la série est diffusée depuis le 9 août 2017 sur RTS Un[5].

- En France elle est diffusée depuis le 2 décembre 2017 sur Altice Studio[6]. En clair, la première saison est diffusée à partir du 8 mars 2019 sur RMC Story, et le reste de la série à partir du 26 octobre 2019 sur Chérie 25. Elle est proposée tout au long de l'année 2022 en free streaming sur le site de le chaîne culturelle d'Arte.

- Au Québec, le réseau ICI Radio-Canada Télé en a acquis les droits et le premier épisode fut diffusé le 4 novembre 2017. Néanmoins, dès le début du mois d'août 2017, elle est disponible sur le site de diffusion en ligne de la société d'État, ICI TOU.TV.

- En Belgique, la série est disponible via Auvio en version originale et française uniquement de juin à novembre 2022.

## Synopsis
La reine Victoria (née Alexandrina puis choisissant le prénom Victoria comme celui de son règne) est présentée dans la première saison à partir de son accession au trône à l'âge de 18 ans, jusqu'à ses fiançailles, son mariage avec le Prince Albert et la naissance de leur fille ainée : Victoria.
La deuxième saison se focalise sur le rôle de Victoria en tant que reine et de ses devoirs envers son royaume, son mari et leurs enfants.
La troisième saison s'achève brutalement sur le malaise du Prince Albert après l'inauguration de l'exposition universelle. Une quatrième saison semble être envisagée pour plus tard.

## Distribution

### Acteurs principaux
- Jenna Coleman (VF : Pamela Ravassard) : Victoria
- Tom Hughes (VF : Jean-François Cros) : Albert de Saxe-Cobourg-Gotha[8]
- Rufus Sewell (VF : Xavier Fagnon) : Lord Melbourne[3] (saisons 1 et 2)
- Catherine Flemming (de) (VF : Juliette Degenne) : Duchesse de Kent[3] (saisons 1 et 2)
- Daniela Holtz (de) (VF : Ivana Coppola) : La baronne Lehzen (saisons 1 et 2)
- Nell Hudson (VF : Cindy Tempez) : Nancy Skerrett[9]
- Ferdinand Kingsley (VF : Stéphane Fourreau) : M. Francatelli[10]
- Tommy Knight (VF : Martin Faliu) : Archibald Brodie[11]
- Eve Myles (VF : Jessie Lambotte) : Mme Jenkins[11] (saison 1)
- David Oakes (VF : Cédric Dumond) : Prince Ernest (saisons 1 et 2)
- Paul Rhys (VF : Guy Chapelier) : Sir John Conroy[3] (saison 1)
- Adrian Schiller (VF : Jean-Bernard Guillard) : M. Penge[9]
- Peter Firth (VF : Vincent Grass) : Duc de Cumberland et Roi de Hanovre[3] (saisons 1 et 2)
- Alex Jennings (VF : Bernard Bollet) : Roi Léopold

### Acteurs récurrents
- Jordan Waller (en) : Lord Alfred Paget
- Anna Wilson-Jones (en) : Lady Emma Portman
- Peter Bowles (VF : Michel Prud'homme) : Duc de Wellington
- Nigel Lindsay (en) : Sir Robert Peel (saisons 1 et 2)
- Margaret Clunie : Harriet, Duchesse de Sutherland  (saisons 1 et 2)
- Bebe Cave (en) : Lady Wilhelmina Cooke  (saison 2)
- Tilly Steele : Miss Cleary (saison 2)
- Leo Suter : Edward Drummond (saison 2)
- Diana Rigg : Duchesse de Buccleuch (saison 2)
- Bruno Wolkowitch (VF : lui-même) (saison 2)[12] et Vincent Regan (VF : Jérôme Keen) (saison 3) : Louis-Philippe Ier
- Louisa Bay (VF : Maryne Bertieaux) : Princesse Vicky (saison 3)
- Laurie Sheperd : Prince Bertie (saison 3)
- Kate Fleetwood (VF : Sophie Arthuys) : Théodora de Leiningen (saison 3)
- Nicholas Audsley (en) : Charles, Duc de Monmouth (saison 3)
- Lily Travers (en) (VF : Christine Bellier) : Sophie, Duchesse de Monmouth (saison 3)
- Sabrina Bartlett (VF : Caroline Maillard) : Abigail Turner (saison 3)
- David Burnett (VF : Tristan Le Doze) : Joseph Weld (saison 3)
- John Sessions (VF : Patrice Dozier) : Lord John Russell (saison 3)
- Laurence Fox (VF : Benoît DuPac) : Lord Palmerston (saison 3)

Version française
- Société de doublage : Nice Fellow[13]

 Source et légende : version française (VF) sur RS Doublage et Doublage Séries Database

## Épisodes

### Première saison (2016)
1. La Poupée no 123 (Doll 123)
2. Les Dames de compagnie (Ladies in Waiting)
3. Brocket Hall (Brocket Hall)
4. Son Altesse Sévérissime (The Clockwork Prince)
5. Une femme comme les autres (An Ordinary Woman)
6. L'Époux de la Reine (The Queen's Husband)
7. Le Moteur du changement (The Engine of Change)
8. La Jeune Angleterre (Young England)

### Deuxième saison (2017)
Elle a été diffusée du 27 août au 15 octobre 2017, suivi d'un spécial Noël le 25 décembre 2017.
1. Une fille de soldat (A Soldier's Daughter)
2. Le Monstre aux yeux verts (The Green-Eyed Monster)
3. Chaîne et trames (Warp and Weft)
4. Les Péchés du père (The Sins of the Father)
5. Entente cordiale (Entente Cordiale)
6. Foi, Espérance et Charité (Faith, Hope & Charity)
7. Le Roi sur l'autre rive (The King Over the Water)
8. Le Luxe de la conscience (The Luxury of Conscience)
9. Joie et réconfort (Comfort and Joy)

### Troisième saison (2019)
Elle a été diffusée du 24 mars au 12 mai 2019.
1. Vent mauvais sur les têtes couronnées (Uneasy Lies the Head that Wears the Crown)
2. Le Pont de Londres s'écroule (London Bridge is Falling Down)
3. Et in arcadia (Et in Arcadia)
4. Corps étrangers (Foreign Bodies)
5. Un simulacre d'unité (A Show of Unity)
6. Le Quatuor Cobourg (A Coburg Quartet)
7. Inconvenances publiques (A Public Inconvenience)
8. L'Éléphant blanc (The White Elephant)

## Fidélité historique
La série n'est pas exempte d'anachronismes ou d'altérations de la vérité historique à des fins purement narratives. Si certains évènements relatés ont bien existé, beaucoup ne respectent pas la chronologie historique ; de même, le rôle de certains personnages — dont l'existence est réelle — est fictif ou fortement romancé[réf. nécessaire].